# Суходолец, Виталий Владимирович
Виталий Владимирович Суходолец (11 мая 1937, Горловка, Донецкая область, СССР — 21 января 2007, Москва, Россия) — советский и российский учёный-генетик. Основные направления научной деятельности: генетика бактерий, регуляция экспрессии генов, теория эволюции. Является одним из основателей ГосНИИгенетики.

## Биография
Родился 11 мая 1937 года в городе Горловка Донецкой области. Окончил Биологический факультет МГУ им. М. В. Ломоносова в 1959 г. Доктор биологических наук (1975), профессор (1976).
C 1959 по 1968 годы работал в секторе генетики и селекции микроорганизмов радиобиологического отдела Института атомной энергии им. И. В. Курчатова. После создания на базе данного отдела в 1968 году Государственного научно-исследовательского института генетики и селекции промышленных микроорганизмов (ГосНИИгенетика) возглавлял в институте отдел генетики и лабораторию генетики бактерий. C 1968 по 1982 годы также работал заместителем директора института по научной работе. Был председателем секции генетики ученого совета ГосНИИгенетики и заместителем председателя ученого совета по защите докторских и кандидатских диссертаций. Являлся членом редакционного совета журнала «Генетика».
Умер в Москве 21 января 2007 года, похоронен на Хованском кладбище.

## Научная деятельность
Основные работы посвящены исследованиям регуляции активности генов и механизмов генетического обмена. Для выяснения природы процессов рекомбинации создал уникальную модельную систему на основе протяженных тандемных дупликаций хромосомы Escherichia coli. Руководил теоретическими и экспериментальными исследованиями в области происхождения и молекулярной природы жизни и механизмов биологической эволюции.
Создал ведущую научную школу России по генетике бактерий. Вышедшие из этой школы специалисты по генетике бактерий работают и возглавляют молекулярно-генетические исследования в ГосНИИгенетике и других генетических центрах в России и других странах.
Автор 4 монографий и около 200 научных трудов. Под его руководством защищены 22 кандидатские диссертации.

## Основные труды
- Alikhanian S. I., Il'ina T. S., Kaliaeva E. S., Kameneva S. V. , Sukhodolets V. V. Mutants of Escherichia coli K-12 lacking thymine. — Nature, 1965. — № 206. — С. 848—849.
- Sukhodolets V. V., Mironov A. S., Linkova E. V. Influence of the rho-15 temperature-sensitive (ts) mutation on the expression of the deo-operon in Escherichia coli. — Mol.Gen.Genet., 1982. — № 187. — С. 157—161.
- Sukhodolets V. V. The genetic code as a clue to understanding of molecular evolution. — J.Theor.Biol., 1989. — № 141. — С. 379—389.
- Суходолец В. В. Принципы организации прокариотического генома. — Генетика, 1992. — № 28. — С. 28—37. Архивировано 20 января 2014 года.
- Суходолец В. В. Биологический прогресс и природа генетических рекомбинаций. — 2. — 1996. — 175 с. — ISBN 5-8656301-8-0.
- Суходолец В. В. Природа адаптивных эволюционных изменений: Приспособленность и экологический потенциал. — Генетика, 1998. — № 34. — С. 1589—1596.
- Суходолец В. В. Теория вертикальной эволюции. — М.: Геоинформмарк, 2000. — 174 с. — ISBN 5-900357-35-X.
- Суходолец В. В. Генетическая теория вертикальной эволюции. — М.: Б.и., 2003. — 147 с. — ISBN 5-9900139-1-4.
- Суходолец В. В. Значение генетических рекомбинаций для сохранения и прогресса видов в эволюции. — Журн.общ.биологии, 2006. — № 64. — С. 215—226.
- Sukhodolets V. V. The importance of recombinations occuring in the process of DNA replication. — Mosk: Mol Biol, 2006. — № 40. — С. 369—71.